# Reimond Speleers
Raymond Henri Louis Speleers (roepnaam Raymond, later Reimond, Waasmunster 9 maart 1876 - Aalst, 29 april 1951) was een Vlaams oogarts, hoogleraar aan de Universiteit Gent en politiek activist in de Vlaamse Beweging. In 1943 was hij een prominent lid van de wetenschappelijke commissie die het bloedbad van Katyn (1940) op Poolse officieren nabij Smolensk (Rusland) onderzocht.

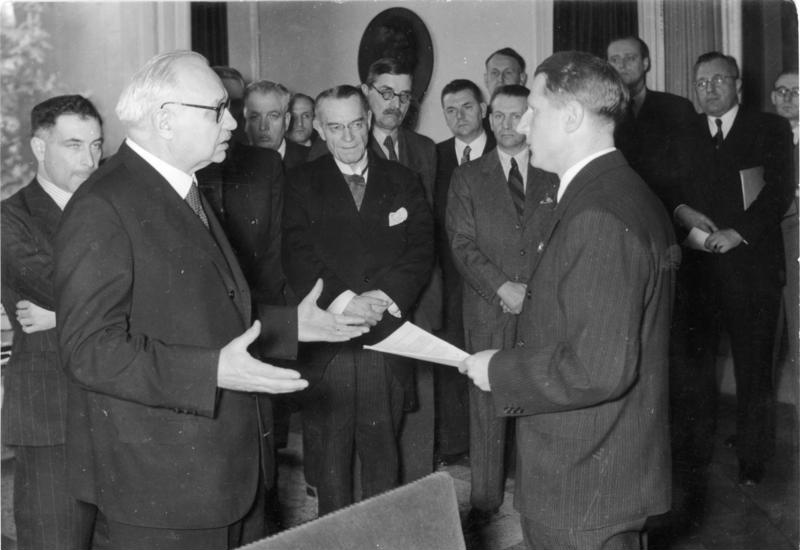
Prof. dr. Reimond Speleers (midden, met pochet) kijkt toe bij de overgave van het Katyn-onderzoeksrapport aan dr. Leonardo Conti door prof. dr. Ferenc Orsós. Berlijn, 4 mei 1943.

## Leven
Reimond Speleers werd als Raymond geboren als zoon van Johannes Franciscus (Jean-François) Speleers (1837-1908), Waasmunsterse postmeester en later postambtenaar te Oude God en Hamme, en diens vrouw Joanna (Jeannette) Adela-Constantia Lescornez (1847-1930) uit Sint-Niklaas. Het gezin had vijf kinderen, twee dochters en drie zoons waarvan de oudste kort na de geboorte stierf. De jongste zoon Henri-Marie-Clément Speleers trad in bij de Congregatie van de Missionarissen van Scheut en werd in 1906 priester. De jongste dochter werd kloosterzuster bij de zusters van de heilige Vincentius a Paulo.
Reimond Speleers bezocht het Klein Seminarie te Sint-Niklaas en studeerde daarna geneeskunde aan de toentertijd nog Franstalige Katholieke Universiteit Leuven. Tot 1906 specialiseerde hij zich te Berlijn als oogarts, waarna hij in Gent als oogarts-specialist ging werken in het bekende Ooglijdersinstituut van Nederpolder.
Op 22 november 1904 was Reimond gehuwd met Justine Reynaert (1880-1964), de dochter van Anatole Reynaert, huisarts en katholiek schepen en diens echtgenote Emma van Haelst uit Zuiddorpe (Zeeuws-Vlaanderen, Nederland). Reimond en Justine Speleers kregen vier kinderen Godelieve (1905-1990), Herman (1907-1990), Veerle (1908 - 2009) en Koenraad (1911-1932).
Reeds tijdens zijn studententijd in Leuven was Speleers actief geweest in de Vlaamse Beweging en het Katholiek Vlaams Hoogstudentenverbond Leuven. Na 1915 aanvaardde hij als flamingant onder invloed van de Raad van Vlaanderen onder de Duitse generaal Moritz von Bissing een benoeming tot hoogleraar in de oogheelkunde en medicijnen, later tot rector aan de Nederlandstalige "von Bissing-universiteit" van Gent. Hoewel zijn houding genuanceerd was en hij politiek de Duitse bezetting nooit heeft goedgekeurd, de integriteit van België uitdrukkelijk ook nooit in twijfel heeft getrokken, aanvaardde hij toch de hulp van de Duitse bezetter bij de vernederlandsing van de universiteit van Gent, wat dan ten minste als passieve collaboratie moest worden beschouwd.
In december 1918 moest hij om die reden de vlucht nemen. Hij vond onderdak in het neutrale Nederland waar hij zich in Eindhoven vestigde, maar opnieuw zijn artsdiploma moest behalen, omdat de Belgische certificaten in Nederland nog niet erkend waren.
In 1940 keerde Speleers terug naar zijn vaderland na de Duitse invasie en begin der bezetting en aanvaardde aan de Nederlandstalige Gentse Universiteit opnieuw een benoeming tot professor. Hij kreeg toen ook een hoge schadevergoeding door de commissie Borms, omwille van het feit, dat hij 1918 zijn taak als hoogleraar aan de universiteit had moeten opgeven.
Reimond Speleers was een eminentie binnen het Vlaams Nationaal Verbond (VNV), ondersteunde actief de nationaalsocialistische ideologie, die voor hem de hoogste norm was. In 1943 werd hij benoemd tot onderzoeker naar het bloedbad van Katyn waar in 1940 tienduizenden Poolse officieren door de NKVD, de geheime dienst van de Sovjet-Unie, waren vermoord geworden. Met dit besluit wilde Nazi-Duitsland bereiken, dat de eigen oorlogsmisdaden niet zouden worden gethematiseerd. Speleers heeft door de aanvaarding van dit mandaat en door de openlijke ondersteuning van Hitler in deze vraag, de Duitse propaganda, en het misdadig bewind van de nationaalsocialisten, actief ondersteund, wat hij nooit heeft willen inzien. Vanwege actieve collaboratie met het nazi-regime werd hij in 1947 veroordeeld tot twintig jaar gevangenisstraf (die hij gedeeltelijk uitzat in het Hechteniskamp Lokeren) en verlies van alle titels en burgerrechten. Hij werd ziek en overleed in een Aalsterse kliniek in 1951.
Zijn zoon Herman Speleers, kno-arts in Amsterdam bij professor Herman Burger en later zelfstandig in Maastricht, zou lid van het Nederlands verzet in de Tweede Wereldoorlog worden en tijdelijk breken met zijn vader die op 64-jarige leeftijd nog terugkeerde naar zijn geliefde Vlaanderen. Herman was gehuwd met de Haarlemse germaniste Joop Kuenen, en zij sloten zich niet aan bij een terugkeer naar Vlaanderen.

## Werk
- Gekleurde tranen (1907)
- Tuberkulinediagnose der oogtuberkulose, Journal Medical de Bruxelles, 1908, 20.
- redactie Geneeskundig tijdschrift voor België (1910-1918) enz.
- De droom. Naar een voordracht gehouden voor de Volksuniversiteit "Herman Van den Reeck"  door Prof. Dr. Reimond H. L. Speleers, geneesheer te Eindhoven. Antwerpen, september, 1936, (voor NL: Wereldbibliotheek N.V. Amsterdam). (61p.)